# Monohelea phoenix
Monohelea phoenix är en tvåvingeart som beskrevs av Debenham 1972. Monohelea phoenix ingår i släktet Monohelea och familjen svidknott. Inga underarter finns listade i Catalogue of Life.